# 북계수역
북계수역(北溪水驛)은 조선민주주의인민공화국 량강도 백암군에 위치한 백무선의 철도역이다. 해발 1750m에 위치하여 한반도에서 가장 높은 곳에 있는 역이다.

## 연혁
- 1934년 9월 1일 : 백암-산양대 간 개통으로 영업 개시[1]

## 같이 보기
- 태백선 추전역 : 해발 855m로 대한민국에서 제일 높은 곳에 있는 역.
- 서울 지하철 5호선 여의나루역 : 해발 -27.55m로 대한민국에서 제일 낮은 곳에 있는 역.
- 부산 도시철도 3호선 만덕역 : 지표면에서 -64.25m로 대한민국에서 가장 깊은 곳에 있는 역.